# Еспресо TV
«Еспресо» (раніше — «Еспресо TV») — загальноукраїнський інформаційний телеканал, створений у листопаді 2013 року. Належить українському політику та журналісту Миколі Княжицькому.

## Історія
Телеканал розпочав мовлення 24 листопада 2013 року з живої трансляції протестувальників під час Євромайдану в Києві. Телеканал почав мовлення без попереднього отримання ліцензії. Національна рада України з питань телебачення і радіомовлення зняла з порядку денного засідання 20 листопада питання про видачу ліцензії каналу «Еспресо TV».
Спочатку телеканал «Еспресо TV» мав назватися «Новини-TV». Саме через подібність його попереднього логотипа до знаку для товарів і послуг, що належить каналу «Україна», канал міг не отримати ліцензії Нацради на супутникове мовлення. На думку керівництва «Еспресо TV», члени Нацради перевищила свої службові повноваження, відмовивши в наданні ліцензії мовнику.
Засновниками компанії є дружина Миколи Княжицького Лариса Княжицька (99 %) і колишній головний редактор тижневика «Коментарі» Вадим Денисенко, який є головним редактором телеканалу (1 %).
Під час Революції гідності канал вів трансляції з Майдану Незалежності та місць протистоянь у Києві.
9 жовтня 2014 року Національна рада України з питань телебачення і радіомовлення переоформила ліцензію ТОВ «Голдберрі» на цифрове ефірне мовлення в мультиплексі МХ-3 у зв'язку зі зміною директора, редакційної ради, логотипа, програмної концепції та адреси студії. Відповідно до внесених змін, відтепер на місці «Голдберрі» в мультиплексі мовить телеканал «Еспресо TV».
23 листопада 2015 року ТОВ «Голдберрі» змінило логотип телекомпанії з «ЕСПРЕСО TV» на «ЕСПРЕСО» та відмовилося від ведення мовлення на території проведення антитерористичної операції. Відповідні рішення ухвалено на засіданні Національної ради 3 грудня 2015 року з огляду на заяви ТОВ «Голдберрі».
28 грудня 2023 року телеканал став переможцем конкурсу на отримання ліцензії на мовлення в MX-5 цифрової етерної мережі DVB-T2 в Білій Церкві під логотипом «Еспресо Біла Церква». Телеканал розпочав мовлення 22 лютого 2024 року.
27 червня 2024 року телеканал став переможцем конкурсу на отримання ліцензії на мовлення у локальному DVB-T мультиплексі Києва (43 ТВК) під логотипом «Еспресо Київ». Телеканал розпочав мовлення 14 серпня того ж року.
Телеканал брав участь у конкурсі на мовлення у локальному DVB-T2 мультиплексі Тернополя (44 ТВК) під логотипом «Еспресо Тернопіль». За результатами конкурсу, оголошені регулятором 24 жовтня 2024 року, НацРада відмовлила «Еспресо Тернопіль» в ліцензії на цифрове мовлення.

## Рейтинги
2021 року частка телеканалу склала 0,27 % з рейтингом 0,03 % (дані системи рейтингів Nielsen, аудиторія 18-54 міста 50 тис.+, 27-ме місце серед українських каналів).

## Логотип
Телеканал змінив 4 логотипи. Нинішній — 5-й за ліком.
| Логотип | Опис |
| ------- | --- |
|         | З 24 листопада 2013 по 22 листопада 2015 року логотипом був помаранчево-синій прямокутник з написом «еспресо» білими літерами і розміщеним поряд білим колом, всередині якого було вписано слово «tv» синіми літерами. Знаходився у лівому верхньому куті. |
|         | З 23 листопада 2015 по 27 березня 2016 року логотипом був синій прямокутник із вписаним всередині словом «ЕСПРЕСО», перша літера якого розміщена на помаранчевому фоні. Знаходився у правому верхньому куті. |
|         | З 28 березня 2016 року по 21 листопада 2018 року логотипом була модернізована версія другого логотипу: логотип трохи збільшився в розмірі, а у слова «ЕСПРЕСО» змінився шрифт. Праворуч від логотипу була плашка з інформацією про дату і час, під логотипом з плашкою — актуальна інформація про погоду. Знаходився там само.                                                        |
|         | З 22 листопада 2018 до 9 листопада 2023 року логотипом було слово «ЕСПРЕСО» сірого кольору. Перша літера слова біла і розміщена на зеленому фоні, біля неї був ледь помітні червоний і жовтий рухомі квадрати. Відсутні окремі плашки з інформацією про дату, час і погоду. Деякий період логотип (без першої літери) час від часу змінювався на інформацію про погоду і курси валют. |
|         | З 10 листопада 2023 року логотипом є блакитний прямокутник, всередині якого «Е» (схоже, як у попередньому логотипі). Біля літери три квадрати червоного, жовтого та помаранчевого кольорів. |

## Мовлення

### Супутникове мовлення
| Супутник            | Стандарт | Частота | Символьна швидкість | Поляризація       | FEC | Формат зображення | Кодування |
| ------------------- | -------- | ------- | ------------------- | ----------------- | --- | ----------------- | --------- |
| Astra 4A (4.8°E)    | DVB-S2   | 12073   | 30000               | горизонтальна (H) | 2/3 | MPEG-4            | FTA       |
| BulgariaSat (1.9°E) | DVB-S2   | 12437   | 30000               | горизонтальна (H) | 2/3 | MPEG-4            | FTA       |
| Astra 3C (23.5°E)   | DVB-S2   | 12285   | 30000               | вертикальна (V)   | 2/3 | MPEG-4            | FTA       |

### Етерне цифрове мовлення

#### Загальнонаціональний
| Канал | Мультиплекс | Стандарт | Формат мовлення |
| ----- | ----------- | -------- | --------------- |
| 5     | MX-3        | DVB-T2   | SD 576i 16:9    |

#### Регіональний
| Мультиплекс | Місто  | Стандарт     | Формат мовлення |
| ----------- | ------ | ------------ | --------------- |
| MX-5        |        |              |                 |
| Київ        | DVB-T2 | SD 576i 16:9 |                 |
| Біла Церква | DVB-T2 | SD 576i 16:9 |                 |

## Локальні версії телеканалу
| Населений пункт | Канал | Мультиплекс       | Стандарт | Формат мовлення |
| --------------- | ----- | ----------------- | -------- | --------------- |
| Київ            | 4     | Місцевий (43 ТВК) | DVB-T    | SD 576i 16:9    |
| Біла Церква     | 6     | MX-5              | DVB-T2   | SD 576i 16:9    |

## Примусове припинення мовлення у мережі DVB-Т2
4 квітня 2022 року концерн РРТ вимкнув телеканал із національної цифрової мережі мовлення Т2 без пояснення причин. Подібна участь спіткала також телеканали «Прямий» і «5 канал» холдингу «Вільні медіа». На початку повномасштабної війни РНБО створила цілодобовий марафон «Єдині новини», який почергово транслювали телеканали українських медіагруп. Водночас, вищевказані телеканали транслювали також і власні інформаційні марафони, а також щоденні інформаційні блоки іноземних партнерів. Видання «Радіо Свобода» зазначило, що КРРТ мав дати пояснення причин відключення.
Представники «Еспресо TV» звинуватили регулятора у колабораціонізмі і заявили, що звернулися до правоохоронних органів з метою перевірки цих фактів та відкриття кримінальних проваджень щодо Концерну РРТ за колабораціонізм, державну зраду та інші злочини.

## Власники
Станом на 31 грудня 2016 року кінцевими власниками телеканалу були Лариса Княжицька (99 %) та Вадим Денисенко (1 %).
У січні 2017 року стало відомо, що телеканал шукав інвестора для продажу частини каналу.
У серпні 2017 року серед власників каналу з'явились Арсеній Яценюк та Арсен Аваков. За даними «Media Ownership Monitor Україна» та ІМІ, станом на серпень 2017 року власниками телеканалу були: Арсеній Яценюк (30 %), Інна Авакова (40 %), та Лариса Княжицька (30 %).
30 грудня 2017 у структурі власності телеканалу «Еспресо» відбулися зміни. Арсеній Яценюк та Інна Авакова, що володіли 30 % і 40 % часток у статутному капіталі ТОВ «Аста Фінанс» відповідно (юридичної особи, що володіє 100 % ТОВ «Голдберрі») передали їх на іноземному підприємству Atmosphere Entertainment INC., зареєстрованого у штаті Нью-Йорк. Це ж підприємство придбало 7,5% частки Лариси Княжицької. Княжицька лишилася опосередкованим власником 22,5 % телеканалу «Еспресо», також вона опосередковано володіє 77,5 % підприємства Atmosphere Entertainment INC. Кінцевим власником Atmosphere Entertainment INC є громадянин України Іван Жеваго.

## Хакерські атаки
19 лютого 2024 року хакери отримали доступ до етерного сигналу «Еспресо TV» і розмістили в етері відео з кадрами зруйнованих українських міст, Джо Байденом і закликом зупинитися, натякаючи на нібито причетність США до війни в Україні.
16 грудня 2024 року зловмисники отримали доступ до сервера телеканалу та спробували транслювати відео з підробленим зверненням президента України Зеленського російською мовою.

## Порушення в день жалоби
Моніторинг Національної Ради показав, що «Еспресо» не поширював інформацію про День пам'яті жертв геноциду кримськотатарського народу 18 травня 2025 року у повному обсязі а саме мінімум — раз на дві години. За результатами моніторингу регулятор виніс телеканалу припис.

## Оцінки
У березні 2022 року Інститут масової інформації рекомендував «Еспресо», як достовірне медіа, якому можна довіряти.